# Dmitri Shomko
Dmitri Shomko (en kazakh : Дмитрий Шомко, Dmîtrî Chomko), né le 19 mars 1990 à Ekibastouz au Kazakhstan, est un footballeur international kazakh, qui évolue au poste de défenseur.

## Biographie

### Carrière en club
Avec les clubs de l'Irtych Pavlodar et du FK Astana, Dmitri Shomko dispute 15 matchs en Ligue des champions, pour un but inscrit, et 15 matchs en Ligue Europa, pour 3 buts inscrits.

### Carrière internationale
Dmitri Shomko compte 28 sélections et 2 buts avec l'équipe du Kazakhstan depuis 2011,.
Il est convoqué pour la première fois en équipe du Kazakhstan par le sélectionneur national Miroslav Beránek, pour un match amical contre la Biélorussie le 9 février 2011. Il entre à la 85e minute de la rencontre, à la place d'Azat Nurgaliev. La rencontre se solde par un match nul de 1-1. 
Le 4 juin 2013, il inscrit son premier but en sélection contre la Bulgarie lors d'un match amical. Le match se solde par une défaite 2-1 des Kazakhs.

## Palmarès
- Avec le FK Astana
  - Champion du Kazakhstan en 2014 et 2015
  - Vainqueur de la Supercoupe du Kazakhstan en 2015

## Statistiques

### Buts en sélection
Le tableau suivant liste tous les buts inscrits par Dmitri Shomko avec l'équipe du Kazakhstan.